# Frida Wattenberg
Frida Wattenberg (n. 7 aprilie 1924, Paris, Île-de-France, Franța – d. 3 aprilie 2020, Paris, Métropole du Grand Paris, Franța) a fost o membră a rezistenței franceze. 

## Biografie
Wattenberg s-a născut în 1924 unor părinți evrei din Polonia. Ea a crescut în cartierul Marais din Paris. S-a alăturat mișcării Hașomer Hațair în 1930. În timpul celui de-al doilea Război Mondial a studiat la Liceul Victor Hugo în Paris. Wattenberg a creat mai multe colaje de postere pentru rezistența franceză.
În 1941, Wattenberg s-a alăturat Œuvre de secours aux enfants (OSE), pentru care a creat acte false pentru ca evreii să poată scăpa în sudul Franței. Mama sa a fost arestată în timpul raziei de la Velodromul de iarnă în 1942, iar Wattenberg a reușit să obțină eliberarea ei dovedind că a lucrat într-o fabrică care furniza haine membrilor armatei germane.
În 1943, Wattenberg a călătorit la Grenoble și s-a alăturat Rezistenței Evreilor. Ea a însoțit grupuri de copii în Annecy și a ajutat trecerea lor în Elveția. Transferată la Toulouse, Wattenberg s-a alăturat Armée Juive.
După eliberarea Parisului, a lucrat cu Œuvre de protection des enfants juifs (OPEJ), cu obiectivul de a primi și de a proteja copiii care s-au pierdut de părinți din cauza deportării. Ea a militat pentru desemnarea Israelului.
Frida Wattenberg a murit pe 3 aprilie 2020, la vârsta de 95, din cauza COVID-19, în timpul pandemiei de coronaviroză 2019-20.

## Onoruri
- Cavaler al Ordinului Național de Merit
- Cavaler al Legiunii de Onoare